# Orquesta Mondragón
La Orquesta Mondragón es un grupo musical español creado en 1976 en San Sebastián, alrededor de la personalidad del cantante Javier Gurruchaga.
La banda se sustentaba en sus inicios sobre dos grandes pilares escénicos: el cantante, Javier, divertido y excéntrico, y Popotxo Ayestarán, cómico que valiéndose únicamente de la mímica convertía cada canción en un pequeño gag humoristíco.

## Historia

### Comienzos
El nombre del grupo proviene de la localidad guipuzcoana de Mondragón.
Cuando el grupo se fundó en la década de 1970 en San Sebastián, el nombre de Mondragón se asociaba en la comunidad vasca (especialmente en Guipúzcoa) de manera casi automática con el famoso sanatorio psiquiátrico existente en la localidad (el antiguo Balneario de Santa Águeda donde fue asesinado Antonio Cánovas del Castillo). Para los guipuzcoanos, por tanto, enviar a alguien a Mondragón, es equivalente a llamarle loco. El nombre de la banda pretende por tanto ser un elogio del espíritu de locura con el que nació el grupo.
La banda lanzó su primer álbum, titulado Muñeca hinchable en 1979, tras una gira de conciertos a modo de precalentamiento que les llevó por todo la comunidad vasca, incluyendo el Colegio de los Ángeles, centro escolar en el que Javier había estudiado durante su infancia. Un año antes, en 1978, habían llegado a Madrid, habiendo establecido comunicación con el productor Julián Ruiz, que fue quien les consiguió una grabación para la discográfica EMI, apareciendo así en 1979 en el mercado su primer disco, que contó con la colaboración de Eduardo Haro Ibars (autor del célebre libro Gay rock) como letrista.
Recibió unas excelentes críticas tanto de público como de prensa especializada. De este primer álbum se pueden extraer éxitos como «Ponte la peluca» o la propia «Muñeca hinchable». Aunque no intervino en esta grabación, el guitarrista Jaime Stinus ya había empezado a colaborar en las actuaciones del grupo.

### La época de la movida madrileña
Ya en 1980, el grupo lanza su segundo trabajo, titulado Bon voyage. Este segundo álbum volvió a contar con la producción de Julián Ruiz y supuso la confirmación de la Orquesta Mondragón en el panorama musical español. A este disco pertenecen temas como «Viaje con nosotros» o «Caperucita feroz». En la época se había incorporado al grupo el guitarrista Jaime Stinus, que en el álbum participa como compositor además de instrumentista. El bajista en aquella época era José Luis Dufourg y el batería Ángel Zelada.
En 1982 graban la BSO de la película Bésame, tonta, película que Javier protagonizó junto a Paola Dominguín y  Esperanza Roy y que supuso su primera incursión en el mundo del cine. La Orquesta Mondragón continuó cosechando éxitos durante toda la década de los ochenta; sin embargo, sus dos entregas posteriores, tanto Cumpleaños feliz, correspondiente al año 1983, como Es la guerra, perteneciente a 1984, no obtienen los resultados esperados y durante la gira de 1985, Gurruchaga y su compañía de discos deciden hacer balance de esa primera etapa. Fruto de esa gira es el álbum Rock & Roll Circus, trabajo en el que se incluyen muchas buenas versiones de temas de la Mondragón. 
Entre tanto, Gurruchaga había aparecido como un personaje secundario en la película de Pedro Almodóvar ¿Qué he hecho yo para merecer esto? (1984) y como presentador de la sección La cuarta parte dentro del programa de TVE "La bola de cristal" entre 1985 y 1988.
En 1987 sale a la luz el que para muchos es uno de sus mejores trabajos, titulado Ellos las prefieren gordas, nombre de la canción más importante del disco, que también incluía el sencillo Corazón de neón. La Orquesta no regresa al panorama musical hasta 1989, publicando el disco Una sonrisa, por favor, trabajo con el que consiguieron vender más de cincuenta mil copias. A la vista de los resultados obtenidos, Gurruchaga decide aventurarse y probar suerte lanzando su primer disco en solitario, que lleva el título de Música para camaleones, aparecido en el año 1990. Sin embargo, este disco no obtiene los resultados estimados y dos años después Javier resucita de nuevo a la Mondragón lanzando el disco El huevo de Colón, lanzamiento que coincide con la celebración del Quinto Centenario del Descubrimiento de América. 
En 1995 editan el álbum Memorias de una vaca, en el que realizan un repaso a algunos de sus mejores temas en directo, y los interpretan en versión acústica, si bien el tema estrella es una versión de la canción «Imagine» de John Lennon.

### Cambio de siglo
En el año 2000 aparece Tómatelo con calma, álbum en el que se combina una gran diversidad de estilos, desde el rock hasta el blues o la ranchera. Paralelamente, Javier Gurruchaga continúa trabajando en proyectos para televisión o teatro como el homenaje emitido en TVE al músico catalán Xavier Cugat o la adaptación teatral de Historia de un soldado, de Ígor Stravinski, junto a Nacha Guevara y Paquito de Rivera.
El 16 de mayo de 2006, EMI, discográfica que vio los mayores éxitos del grupo, publicó un nuevo CD recopilatorio llamado ¡Viva Mondragón!, que además de recoger los temas más recordados de la banda y cinco temas nuevos, entre los que cabe destacar «El blues de Don Quijote», en homenaje al personaje de Cervantes, y «Dancing With the Wolf», una remezcla en clave discotequera del clásico «Caperucita feroz», viene acompañado de un DVD en el que se incluyen algunas de las mejores actuaciones de la Orquesta en TVE.
En noviembre de 2006 hacen una serie de exitosas presentaciones en la Ciudad de México para presentar su álbum de aniversario: ¡Viva Mondragón!, presentándose el día 2 de ese mes en "El Zócalo" de dicha ciudad y el día 5 de noviembre en el Teatro de la Ciudad, con un lleno total, mientras que durante el año 2008 se presentan con su espectáculo de rock, circo y cabaret en el "Amapola Cabaret", también en la Ciudad de México.
En el año 2009 anuncian su próximo álbum, ¿Por qué no te callas?, en el que colaborarían artistas como Sara Montiel o Molotov. 
El título del álbum hace alusión a la célebre frase del rey de España, Juan Carlos de Borbón, al presidente de Venezuela, Hugo Chávez, en la sesión plenaria de la XVII Cumbre Iberoamericana.
No obstante, el siguiente álbum que realizan se titula finalmente El maquinista de la general, el cual aparece en 2010.
El 27 de agosto de 2012 La Orquesta Mondragón se presentó en The Cavern Club, de Liverpool, interpretando un set de canciones de Los Beatles, en el marco de la "International Beatle Week", evento al cual Javier Gurruchaga y su banda fueron invitados por Julia Baird, hermana de John Lennon.
Ya en 2013 editan un disco homenaje a los Fab Four, titulado Liverpool Suite, el cual consta de 13 canciones.
En 2016 la Orquesta Mondragón celebró el 40 aniversario de su fundación con la grabación de un disco de duetos, ofreciendo el 23 de junio de ese año un concierto especial en el Teatro Nuevo Apolo de Madrid, que contó con la colaboración de Luis Eduardo Aute, quien acompañó a la banda en la interpretación de su clásico "Anda suelto Satanás".
El 3 de octubre de 2020, a los 69 años, falleció de un infarto Popotxo.

## Discografía

### Álbumes
- Muñeca hinchable (EMI, 1979)
- Bon voyage (EMI, 1980)
- Bésame, tonta (banda sonora, EMI, 1982)
- Cumpleaños feliz (EMI 1983)
- ¡Es la guerra! (EMI 1984)
- Rock & Roll Circus (doble LP en directo, EMI, 1985)
- Ellos las prefieren gordas (1987)
- Una sonrisa, por favor (1989)
- El huevo de Colón (1992)
- Memorias de una vaca (directo, 1995)
- Tómatelo con calma (2000)
- El maquinista de la general (2010)
- Liverpool Suite (2013)
- Anda suelto Satanás (duetos) (2016)

### Recopilaciones
- Viaje con nosotros a través de 21 éxitos feroces (EMI, 2002).
- Colección (2003)
- ¡Viva Mondragón! (EMI, 2006).
- El despertar del lobo (2008)
- ¡Noticia bomba! (2018)